# Modoc (grup humà)
Els modoc són una tribu índia lutuami, subdivisió dels klamaths i que parla la llengua klamath del grup penutià dels turons. El seu nom provenia de moatokni "meridionals", o bé mo-adok ma-klaks "gent del sud", i eren agrupats en 21 viles. Forma part de dues tribus reconegudes federalment: la Klamath i la Modoc d'Oklahoma.

## Localització

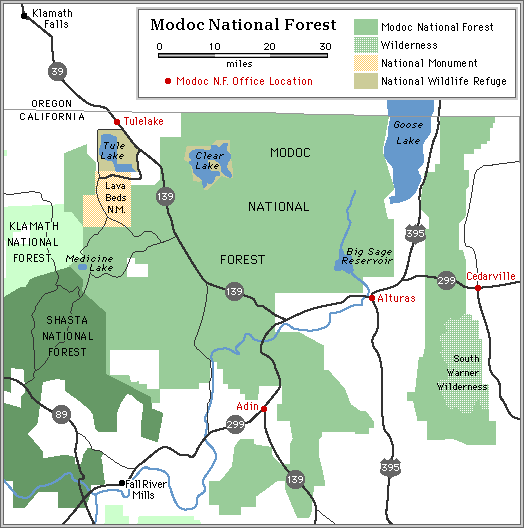
Territori modoc

Vivien als marges del riu Perdido, entre Califòrnia i Oregon, i als marges dels llacs Tule i Klamath; juntament amb els klamaths ocupaven un territori de 160 x 25 kilòmetres quadrats. Actualment són dividits en dos grups: un viu a la reserva índia Klamath (Oregon) amb els klamath, i un grupuscle viu a Fort Sill (Oklahoma).

## Demografia
Pel 1700 potser eren entre 1.200 i 2.000 individus. Reduïts a 900 el 1848, El 1960 hi havia uns 329 a Oregon i 30 a Oklahoma. Cap al 1970 eren uns 400 a Oregon i uns 50 més a Oklahoma. Segons dades de la BIA, a la Reserva Modoc d'Oklahoma hi vivien 124 individus, tots els del rol tribal. Segons dades del cens dels Estats Units del 2000, hi havia 478 modocs purs, 438 barrejats amb altres tribus, 280 barrejats amb altres races i 242 barrejats amb altres races i altres tribus. En total, 1.438 individus. D'aquests, 603 viuen a Oregon i 46 a Oklahoma.

## Costums
Eren cistellers, comerciants i talladors d'obsidiana, i llurs trets culturals eren idèntics als dels klamaths, que pertanyien a la cultura dels Planells, situats entre les planures i la costa del Nord-oest. Mentre que els klamath del Nord vivien de la pesca i de la cacera, els modoc eren pescadors i recollien arrels, llavors i baies.
Es dividien en viles autònomes, cadascuna d'elles amb un la gi (cabdill) propi i un xamà; les viles podien aliar-se per a la guerra, i sovint es produïen matrimonis entre habitants de viles diferents. Els més pobres vivien en bordes fetes de matolls; a l'estiu habitaven en cases en forma de cúpula fetes de pals i herbes, o en paravents fets amb matolls. Com les altres tribus del Planell, tenien cases de suor per homes i dones, que alhora eren centres comunitaris i on s'exercien activitats religioses.
La religió era enfocada cap als esperits guardians, l'ajuda dels quals era demanada de totes les maneres per a guarir-se; creien que el món era un disc pla, que fou eixamplat pel creador Kumookuints. També creien en Wash, la dona coiot, i en Tcut, esperit de l'esquirol de roca. Llurs tradicions, mites i llegendes foren recollits i publicats per Albert S. Gatschet el 1885.

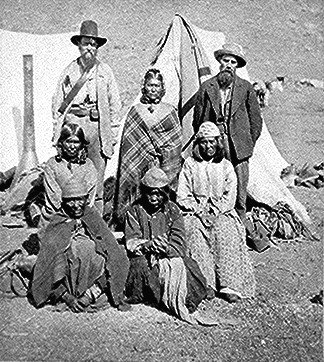
Dones modoc el 1873

## Història
Vivien amb els klamaths i eren pacífics, malgrat realitzar raids guerrers contra els xoixon, paiute i shasta. El primer contacte amb els blancs el tingueren el desembre del 1843, quan els visità el nord-americà John-Charles Frémont, qui el 1846 fou atacat pels klamath. El 1847-1848 patiren una epidèmia de pesta que els reduí a la meitat, i començaren a atacar els establiments blancs perquè els consideraven responsables de la malaltia. Ja el setembre del 1850 els blancs mataren 80 modocs a Oregon. Cap al 1854 els blancs invadiren llurs terres del llac Tule, i l'estiu del 1852 l'expedició del missioner Ben Wright matà els pares de Kintpuash. L'hivern del 1861-1862 fou especialment dur per a ells. Per això el cap Old Schonchin parlà amb els representants dels EUA per tal de signar un tractat, però Kintpuash, aleshores conegut com a Captain Jack, s'oposà. El 1863 els iankis instal·laren tropes a Fort Klamath, raó per la qual el 14 de febrer del 1864 Old Schonchin pactà pel seu compta amb Elisha Steele, representant de la BIA.
L'octubre del 1864 els obligaren a cedir llurs terres als EUA, empentant-los al llac Upper Klamath, i el 1865 signaren un acord pel qual es crea la Reserva Klamath, però hi foren tractats com a intrusos. Per això el 1868 Kintpuash s'escapà de la reserva i tornà a les terres d'origen. El 22 de desembre del 1869 participaria en una Conferència a la Reserva Klamath, però com que els estatunidencs no acompliren el tractat, el 26 d'abril del 1870 s'escapà amb alguns partidaris una altra vegada. L'estiu del 1872 uns 300 modocs comandats per Kintpuash, més conegut com a Captain Jack, s'amagarien a Lost River, i en insistir els blancs a internar-los a les reserves esclataria la Guerra Modoc. Kintpuash, amb 75 modocs desafiaria més de mil soldats i 80 mercenaris teninos, quan el 28 de novembre del 1872 maten un soldat i en fereixen set més al riu Lost, i el cap Hooker Jim mata dotze colons en resposta a un atac blanc. Tanmateix, hagueren de fugir a Lava Beds, sanctuari modoc.
El 16 de gener del 1873 els EUA van enviar més tropes: 225 regulars i 104 voluntaris contra 51 guerrers, dels quals 14 es volien rendir. El 28 de febrer la cosina de Kintpuash, Winema, i el seu espòs blanc Frank Riddle s'oferiren a negociar, i per això l'11 d'abril es reuniren el general Canby, el rev. Thomas, L. S. Dyar, A. Meacham, Winema i Frank Riddle amb Boston Charley, Bogus Charley, Kintpuash, Hooker Jim, Black Jim, Schonchin John, Ellen's Man i Shacnasty Jim. Com que demanaren insistentment el cap de Hooker Jim, després del crit ot-we kantux-e (tots llestos) van assassinar al general Edward Canby i al rev. Eleazer Thomas, tot pensant que així la guerra s'acabaria més aviat. Això no els evità que el 14 d'abril fossin setjats a Lava Beds, on es va dur a terma l'última batalla. En una emboscada mataren 72 mercenaris tenino, però el grup s'hagué de dividir i Hooker Jim els traí temptat per una amnistia el 27 de maig.
Així el 30 de maig Kintpuash fou capturat. Un total d'11 modocs moriren, sense comptar dones i nens. També mataren 65 soldats, i en feriren 67 més. Els seus cabdills Capitain Jack, Stemboat Frank i Bogus Charley foren jutjats pel juliol. El mes d'octubre foren penjats de la forca Kintpuash, Schonchin John, Boston Charley, Black Jim i set més.
Dels 247 supervivents, uns 153 (39 homes, 54 dones i 60 nens) foren duts a Fort Sill, de l'Agència Quapaw (Oklahoma) i confinats com a presoners a l'anomenada Modoc Prairie; els altres 103 foren enviats a la Reserva Klamath.
Entre el grup d'Oklahoma, el 1874 el cap Scarfaced Jim (mort el 1896) va rebre 20.200 acres per a conrear, però la malària els va reduir a 139 el 1880, a 91 el 1886 i a 86 el 1889. També patiren la successiva mort dels cabdills: Bogus Charley morí el 1880, Stemboat Frank, convertit al cristianisme pels quàquers, morí el 1888; Hooker Jim ho havia fet el 1879 i Shoknasta Jim el 1881.
El 1887 se’ls aplicà com a les altres tribus, l'Allotment Act, i cap al 1899 només en restaven 50 a Oklahoma, que es dedicaven a l'agricultura. Des del 1909 se’ls aplicà un programa econòmic del govern i durant els anys vint van rebre diners federals.
El 1954 els aplicaren la Termination als que vivien a la Reserva Klamath, i entre el 1961 i el 1974 la terra tribal fou venuda entre els residents, de manera que fou incorporada al Winema National Forrest. El 13 d'agost del 1954 també se’ls aplicà als 55 que restaven a Oklahoma, qui el 1967 decidiren unir-sa a l'Inter tribal Council amb quapaw, peoria, ottawa, wyandot, miami, shawnee i seneca-cayuga.
El 1967 adoptaren una estructura tribal requerida per la BIA i fou escollit com a cap tribal Bert Haymon. El 1972 dimití el successor, Vernon Walker, i nomenat Bill Follis, qui el 1978 fou reconegut com a cap de la tribu pels EUA. Un altre modoc destacat és l'escriptor Michael Dorris.